# Lê Bảng
Lê Bảng(黎榜) là một vị vua nhà Lê sơ trong lịch sử Việt Nam. Do được lập lên ngôi và phế truất trong thời gian loạn lạc ngắn ngủi, ông ít được nhắc tới trong danh sách các vị vua chính thống của Việt Nam.

## Thân thế
Lê Bảng là con của Tĩnh Tu công Lê Lộc. Lê Lộc là cháu nội của Cung vương Lê Khắc Xương - anh vua Lê Thánh Tông. Lê Bảng là cháu 4 đời của Lê Khắc Xương, và cũng là cháu 5 đời của Lê Thái Tông.

## Sự nghiệp
Do Lê Chiêu Tông giết công thần Trần Chân, tháng 7 năm 1518, các thủ hạ của Chân là Nguyễn Kính, Nguyễn Áng ở Sơn Tây nổi dậy báo thù cho chủ.
Một tướng khác là Vĩnh Hưng hầu Trịnh Tuy nhân lúc Chiêu Tông không trấn áp được các tướng Sơn Tây cũng mưu ly khai lập vua khác. Tháng 9 năm 1518, Trịnh Tuy cùng văn thần Nguyễn Sư lập Lê Bảng làm vua và đổi niên hiệu Quang Thiệu của Chiêu Tông ra Đại Đức. Trịnh Tuy sai người dụ Nguyễn Kính. Nguyễn Kính thấy Tuy là người cùng phe với Trịnh Duy Sản và Trần Chân trước đây nên bằng lòng đi theo vua mới Lê Bảng.

## Kết cục
Sử sách chép rất ngắn ngủi về Lê Bảng, chỉ ghi ông làm vua được nửa năm (tức là sang năm 1519) thì bị Trịnh Tuy phế truất để lập em ông là Lê Do, cũng có cụ tổ là Lê Thái Tông. Không rõ Lê Bảng mất năm nào.